# Обязательный аудит (Россия)
Обяза́тельный ауди́т — обязательная аудиторская проверка ведения бухгалтерского учёта и финансовой (бухгалтерской) отчётности организации или индивидуального предпринимателя.
В Российской Федерации обязательный аудит регулируется федеральным законом «Об аудиторской деятельности» от 30.12.2008 № 307-ФЗ.
В соответствии с этим законом обязательный аудит должны проводить:
- Согласно Закону 400-ФЗ от 28.12.2010, начиная с отчетности за 2010 год, организации с объемом годовой выручки более 400 млн рублей или суммой активов, более 60 млн рублей;
- открытые акционерные общества;
- кредитные организации;
- страховые организации;
- товарные и фондовые биржи;
- государственные внебюджетные фонды.

По итогам аудиторской проверки составляется аудиторское заключение, которое является составной частью бухгалтерской отчётности.
В России организации и предприниматели, на которых законодательством возложена обязанность проводить аудит, зачастую отказываются это делать, так как, по мнению некоторых бизнесменов, такой аудит не приносит реальной пользы для хозяйствующего субъекта.